# 恋はミラクル
『恋はミラクル』（こいはミラクル）は、日本のロックバンド・スピラ・スピカのシングル。メジャー3枚目のCDシングルとして2019年5月29日にSACRA MUSICより発売された。

## 概要
前作『小さな勇気』から約2か月ぶりに発売されたCDシングル。
表題曲は、テレビアニメ『みだらな青ちゃんは勉強ができない』のエンディングテーマに起用され、2019年4月2日に先行配信された。
シングル発売から約3年後の2022年3月に、カップリング曲である「君に伝えたいことがあるんだ」が、テレビアニメ『その着せ替え人形は恋をする』の挿入歌として起用され、事前の発表はなくサプライズでオンエアされた。ボーカルの幹葉は、このタイアップについて「メンバーにもサプライズな挿入歌でした」と述べており、楽曲起用についてアニメ側から事前に聞かされておらず知らなかったが、寺西は知っていた為、アニメ視聴者及び、幹葉とますだへのサプライズという形となった。

## 収録内容

### 通常盤
| 全作詞: 幹葉、全作曲: 寺西裕二。 |                                |           |            |          |      |
| #                                | タイトル                       | 作詞      | 作曲・編曲 | 編曲     | 時間 |
| 1.                               | 「恋はミラクル」               | 幹葉      | 寺西裕二   | 重永亮介 | 4:28 |
| 2.                               | 「ハピパピ」                   | 幹葉      | 寺西裕二   | If I     | 3:56 |
| 3.                               | 「君に伝えたいことがあるんだ」 | 幹葉      | 寺西裕二   | If I     | 4:10 |
| 4.                               | 「恋はミラクル」(Instrumental) | 幹葉      | 寺西裕二   |          | 4:28 |
| 合計時間:                        | 合計時間:                      | 合計時間: | 17:02      |          |      |

### 期間生産限定盤
| #         | タイトル                       | 作詞  | 作曲・編曲 | 時間 |
| --------- | ------------------------------ | ----- | ---------- | ---- |
| 1.        | 「恋はミラクル」               |       |            | 4:28 |
| 2.        | 「ハピパピ」                   |       |            | 3:56 |
| 3.        | 「君に伝えたいことがあるんだ」 |       |            | 4:10 |
| 4.        | 「恋はミラクル」(TV ver.)      |       |            | 1:01 |
| 合計時間: | 合計時間:                      | 13:35 |            |      |

| #  | タイトル                                                                       | 作詞 | 作曲・編曲 |
| -- | ------------------------------------------------------------------------------ | ---- | ---------- |
| 1. | 「TVアニメ『みだらな青ちゃんは勉強ができない』ノンクレジットエンディング映像」 |      |            |

## タイアップ
恋はミラクル
テレビアニメ『みだらな青ちゃんは勉強ができない』エンディングテーマ
君に伝えたいことがあるんだ
テレビアニメ『その着せ替え人形は恋をする』第12話挿入歌